# Hunterdon County
Hunterdon County är ett administrativt område i delstaten New Jersey, USA. Hunterdon är ett av 21 countys i delstaten och ligger i den nordvästra delen av New Jersey. År 2010 hade Hunterdon County 128 349 invånare. Den administrativa huvudorten (county seat) är Flemington. 

## Geografi
Enligt United States Census Bureau har countyt en total area på 1 134 km². 1 114 km² av den arean är land och 20 km² är vatten.

### Angränsande countyn
- Warren County, New Jersey - nord
- Morris County, New Jersey - nordöst
- Somerset County, New Jersey - öst
- Mercer County, New Jersey - sydöst
- Bucks County, Pennsylvania - väst